# 사커 보이
사커 보이(Soccer Boy, 일본어: サッカーボーイ)는 일본의 경주마, 종모마다. 1988년에 JRA상 최우수 스프린터를 수상했다.

## 경주 성적
| 날짜        | 경마장   | 경기명                         | 등급 | 트랙       | 배당 (인기 순위) | 순위 | 시간       | 기수              | 우승마 (2위마)    |
| ----------- | -------- | ------------------------------ | ---- | ---------- | ---------------- | ---- | ---------- | ----------------- | ----------------- |
| 1987.08.09  | 하코다테 | 3세 신마                       | -    | 잔디 1200m | 2.2 (1)          | 1    | 1:14.5     | 우치야마 마사히로 | (토쇼 마리오)     |
| 1987.09.27. | 하코다테 | 하코다테 3세 스테이크스        | G3   | 잔디 1200m | 6.2 (3)          | 4    | 1:12.9     | 우치야마 마사히로 | 딕터 랜드         |
| 1987.10.31. | 교토     | 모미지상                       | OP   | 잔디 1600m | 2.3 (1)          | 1    | 1:36.4     | 우치야마 마사히로 | (러거 블랙)       |
| 1987.12.20. | 한신     | 한신 3세 스테이크스            | G1   | 잔디 1600m | 1.9 (1)          | 1    | 1:34.5     | 우치야마 마사히로 | (다이타쿠 롱샹)   |
| 1988.03.06. | 도쿄     | 야요이상                       | G2   | 잔디 2000m | 1.6 (1)          | 3    | 2:01.5     | 우치야마 마사히로 | 사쿠라 치요노 오  |
| 1988.05.08. | 도쿄     | NHK배                          | G2   | 잔디 2000m | 3.5 (1)          | 4    | 2:02.4     | 가와치 히로시     | 마이네르 글라우벤 |
| 1988.05.29. | 도쿄     | 도쿄 우준                      | G1   | 잔디 2400m | 5.8 (1)          | 15   | 2:28.0     | 가와치 히로시     | 사쿠라 치요노 오  |
| 1988.07.03. | 주쿄     | 주니치 스포츠상 4세 스테이크스 | G3   | 잔디 1800m | 3.4 (2)          | 1    | 1:48.9     | 가와치 히로시     | (야에노 무테키)   |
| 1988.08.21. | 하코다테 | 하코다테 기념                  | G3   | 잔디 2000m | 2.2 (1)          | 1    | 1:57.8 (R) | 가와치 히로시     | (메리 나이스)     |
| 1988.11.20. | 교토     | 마일 챔피언십                  | G1   | 잔디 1600m | 2.2 (1)          | 1    | 1:35.3     | 가와치 히로시     | (호쿠토 헬리오스) |
| 1988.12.25. | 나카야마 | 아리마 기념                    | G1   | 잔디 2500m | 4.8 (3)          | 3    | 2:34.3     | 가와치 히로시     | 오구리 캡         |

- R: 신기록

## 창작물
- 사커 보이는 말인간 미소녀로 모에화되어 《우마무스메 신데렐라 그레이》에도 등장한다. 단, 원명인 ‘사커 보이’는 남성적인 이미지가 강하기 때문에, 해당 작품에서는 ‘딕터 스트라이커’라는 가명으로 등장한다.

### 내용
1. ↑  현 2세 신마
2. ↑  현 하코다테 2세 스테이크스
3. ↑  현 한신 주브나일 필리즈. 당시에는 성별 제한이 없었으며, 1991년에 암말 전용 대회로 바뀌었다.
4. ↑  현 팰컨 스테이크스